# Per Leegaard
Per Leegaard (* 15. Juli 1982 in Thisted) ist ein ehemaliger dänischer Handballspieler, der zumeist als rechter Rückraumspieler eingesetzt wurde.
Der 1,93 m große und 93 kg schwere Linkshänder begann seine Profikarriere beim dänischen Team Tvis Holstebro. Mit Viborg HK erreichte er im EHF-Pokal 2005/06 das Achtelfinale und in der EHF Champions League 2007/08 die Gruppenphase. Im November 2009 wechselte er zu Skjern Håndbold. Im Endspiel der dänischen Meisterschaft 2011 zog er sich einen Muskelfaserriss im Bauch zu, der zu Blutungen und Schäden an Sehnen führte. Nach einem Jahr Rehabilitation gab Leegaard im März 2012 sein Karriereende bekannt.
In der Dänischen Nationalmannschaft debütierte Per Leegaard am 20. November 2004 gegen Finnland und bestritt bis 2008 35 Länderspiele, in denen er 102 Tore erzielte. Bei der Europameisterschaft 2006 und der Weltmeisterschaft 2007 gewann er die Bronzemedaille.